# ADEDY
A ADEDY (em grego: ΑΔΕΔΥ,  Ανώτατη Διοίκηση Ενώσεων Δημόσιων Υπαλλήλων; translit. ADEDY - Anótati Diíkisi Enóseon Dimósion Ypallílon; em português, Confederação dos Sindicatos de Funcionários Públicos) é uma organização sindical grega, afiliada à Confederação Europeia de Sindicatos e à Internacional de Serviços Públicos.
É o maior sindicato de funcionários públicos do país e, depois da GSEE (Confederação Geral dos Trabalhadores Gregos), é a segunda maior organização sindical da Grécia. O atual presidente da confederação é Spyros Papaspyrou. 

## História
O movimento sindical dos servidores públicos da Grécia começou a se organizar na segunda metade do século XIX. Entre 1870 e 1880, foram fundadas as primeiras associações dos vários ramos do serviço público. Posteriormente, foi necessária a coordenação das ações de todas essas entidades. Assim, em 2 de maio de 1926, foi fundada a Confederação dos Funcionários Públicos da Grécia  (SDYE), sediada em Atenas, que, entretanto, em 1931, foi dissolvida por força de uma lei que restringiu o direito de associação dos funcionários públicos, autorizando somente as organizações sindicais por ramo de serviço. Para contornar a legislação, essas organizações elegeram, em 1932, um Comitê Central dos Funcionários Públicos (KPE), a fim de coordenar suas atividades.
Em maio 1935, todos os sindicatos de funcionários públicos foram dissolvidos por lei. Novamente, já no início de 1936, os funcionários públicos restabeleceram sindicatos e federações - inclusive a SDYE, em março de 1936. Entretanto, a ditadura do general Metaxás, que se seguiu, não apenas dissolveu todas as organizações representativas dos trabalhadores, como também passou a perseguir e atingir duramente o sindicalismo. Nesse período, um novo KPE foi formado, ilegalmente, operando até 1944. Durante a ocupação alemã, o KPE desenvolveu intensa e heroica atividade, promovendo grandes mobilizações de greve de funcionários públicos, reuniões e comícios contra os ocupantes.
Em 1945, o Artigo I do Tratado de Varkiza restaurou as liberdades sindicais. Numerosos sindicatos do setor público, associações nacionais e federações foram fundados. Vários sindicatos e federações eram coordenados pelo KPE, enquanto outros  formaram a ADEDY. Em 1946, a ADEDY e o KPE fundem seus membros, restabelecendo a SDYE.
O início da guerra civil interrompe a operação da SDYE, em setembro de 1947. Em dezembro do mesmo ano, por iniciativa da Federação dos Professores Gregos, da Federação dos Servidores da Justiça, da Federação Pan-helênica de Telecomunicações (Telefonia, Telégrafo e Serviços Postais) e 15 outras entidades de servidores públicos, foi apresentado  o estatuto  da SDYE ao Tribunal de Primeira Instância, mudando seu nome para ADEDY. Em 1948, a ADEDY convoca e realiza o seu 5º Congresso Ordinário - pendente desde 1931.

## Organização
Os membros da ADEDY são os funcionários dos serviços públicos, as pessoas jurídicas de direito público e as autoridades locais, totalizando cerca de 311.000 membros, enquanto o número total de funcionários públicos gregos é de 565.454. A confederação compreende 46 federações  e mantém 47 departamentos regionais. A liderança cabe ao Comitê Executivo, composto por 17 membros: sete dos partidos de esquerda (três do SYRIZA, dois do Partido Comunista da Grécia, dois do ANTARSYA), seis social-democratas e quatro de direita (da Nova Democracia).

## Atividade política
Em 2010, a ADEDY foi a principal força motriz das greves e protestos contra os chamados "memorandos" sobre as medidas de austeridade fiscal impostas pela Troika (Comissão Europeia, Fundo Monetário Internacional  e Banco Central Europeu) ao governo grego.
Em junho de 2021,  várias manifestações aconteceram em toda a cidade de Atenas. No dia 16, a tensão na Praça Syntagma foi sentida quando as estações de metrô foram fechadas, não havia ônibus à vista, na frente das lojas e hotéis havia barricadas e  policiais em cada esquina. Todos os sindicatos e partidos políticos estavam reunidos na simbólica praça, diante do parlamento, onde o projeto de lei trabalhista foi votado no início do dia. PAME, KKE, SEK, ADEDY - todos se juntaram para se manifestar contra as propostas de reforma trabalhista do governo. "Não toque nas nossas oito horas", cantava a multidão, a propósito da abolição da jornada de trabalho de oito horas, aumentada para dez horas com o mesmo salário. A situação era a mesma no Pireu, onde os marinheiros novamente se manifestaram. Todos os treze sindicatos da PNO têm participado de greves contra a mudança da legislação trabalhista, apesar de o tribunal ter declarado o protesto ilegal. Os marinheiros, decididos a liderar a greve, meteram-se nas catapultas dos barcos para impedir que os navios saíssem do porto do Pireu.